# Brausepöter
Brausepöter ist eine der ersten Bands, die Punk und New Wave mit deutschen Texten verbunden hat. Sie wurde 1978 in Rietberg (Nordrhein-Westfalen) gegründet. Ihr bekanntestes Lied ist Bundeswehr.

## Geschichte
Bei ihrer Gründung wollte die Band, die sich anfangs noch Nordwestdeutsches Eiterlager nannte, alle gängigen Muster und Stereotypen der Rockmusik aufbrechen. Ihr war der damals vorherrschende Progressive- und Jazzrock verhasst, genauso wie die Spät-Hippies und -68er, die meist Zuhörer dieser Musik waren. Brausepöter sangen von Anfang an in deutscher Sprache.
Ihr erstes Tape, Immer der gleiche Scheiß, erschien 1979 im Eigenvertrieb und enthielt zehn frühe Punkrock-Titel. 1980 schickte Alfred Hilsberg die Band zur Aufnahme der 7" Liebe, Glück, Zufriedenheit ins Studio. Sie ist eine der frühesten Veröffentlichungen des Hamburger ZickZack-Labels (ZZ18). Die Platte fand Anklang bei der Presse.
1980 bestritt Brausepöter mit den Einstürzenden Neubauten, Abwärts und weiteren das legendäre ZickZack-Festival in der Hamburger Markthalle. Die großen Musikzeitschriften wie Sounds und Musikexpress berichteten, und die ARD wurde auf die Band aufmerksam. Zum Brausepöter-Song Bundeswehr drehte sie 1981 ein Video in einer zum Abbruch freigegebenen Schnapsbrennerei. Es wurde im Rahmen des Films Deutsche Welle in der ARD gesendet. Es folgten Auftritte mit Bands wie der Synthie-Pop-Größe Human League, bei denen man sich schon nicht mehr gut platziert fühlte. Von der Kommerzialisierung der Neuen Deutschen Welle angeödet, löste sich Brausepöter im Jahr 1982 wieder auf. Die mit ZickZack geplante LP lieferte die Band nicht mehr ab.
2008 lud ein YouTube-Nutzer das alte Bundeswehr-Video hoch, und begeisterte Stimmen meldeten sich zu Wort. 2010 erschien Bundeswehr auf Fin Du Monde als 7", gemeinsam mit einer Aufnahme von Keiner kann uns ab aus dem Jahr 1979. Das New Yorker Label Wild Isle veröffentlichte kurz darauf eine „Überseeversion“ mit neu gemasterten Tracks und anderem Artwork. Amerikanische Radio-DJs entdeckten die Aufnahmen und setzten sie auf ihre Playlists, beim New Yorker Sender WFMU erhielten die Songs umfangreiches Airplay.
2012 wurde der komplette Back-Katalog durch Überfall Records veröffentlicht. „It's indie punk in the purest John Peel sense“ schrieb Maximum RocknRoll aus San Francisco, eines der auflagenstärksten Fanzines der USA. Single und Album landeten in den Rezensenten-Top-Tens. 2015 wurde das Album Selbstauslöser veröffentlicht, für das die Band einen Kulturstern des Jahres erhielt. Im selben Jahr wurde Bundeswehr Bestandteil der Ausstellung Geniale Dilletanten im Haus der Kunst in München.
2019 erschien das Album Nerven geschädigt. Die FAZ überschrieb ihre Rezension mit „Die neue Brausepöter-Platte zeigt, was Punk heute heißt“. Für sie ist Brausepöter „eine deutsche Band, die leider zu gut war, um so berühmt zu werden wie Trio oder Die Toten Hosen.“ Spiegel Online notierte: „In ihrem radikalen Desinteresse an allem, was gerade so geht und erfolgsversprechend wäre, wirkt die Musik von Brausepöter heute sogar um einiges konsequenter als damals.“
Seit 2010 gibt die Band in losen Abständen Konzerte in Urbesetzung.

## Veröffentlichungen
- 1979: Immer der gleiche Scheiß (Kassette, 10 Songs, Eigenvertrieb)
- 1980: Liebe, Glück, Zufriedenheit (7" Vinyl, Zick-Zack)
- 1979/2010: Bundeswehr / Keiner kann uns ab (7" Vinyl, Fin Du Monde)
- 1979/2011: Bundeswehr / Keiner kann uns ab (7" Vinyl, Wild Isle, New York)
- 1979/2011: Frei von all dem hier auf V.A. Wir kommen hier wech (2CD, Überfall Records)
- 2012: Komplett! 1979-1991 (Album, CD, Überfall Records)
- 2014: Du bist so langweilig auf V.A. Soundz of the City (CD, Newtone)
- 2015: Selbstauslöser (Album, LP/CD, Überfall Records)
- 2019: Nerven geschädigt (Album, LP/CD, Tumbleweed Records)
- 2022: Tourist (EP, Überfall Records)
- 2023: Ausserhalb (EP, NWE Musik)